# Захаров, Александр Валентинович (физик)
Алекса́ндр Валенти́нович Захаров (род. 1 июня 1941, Москва) — советский и российский физик.

## Биография
Докторская диссертация «Экспериментальные исследования ионного состава энергичной магнитосферной плазмы» (1995).
Член бюро секции «Солнечная система» Совета РАН по космосу, член секции «Астероидно-кометная опасность» Экспертной рабочей группы по космическим угрозам.
Участник разработки программ «Марс-96» и «Фобос-Грунт».
Учёный секретарь Научного совета по физике солнечной системы РАН. Член Международной академии астронавтики.

### Избранные труды
- Захаров А. В. Исследование потоков энергичных электронов и низкочастотных шумовых излучений на средних широтах : Автореф. дис. … канд. физ.-мат. наук. — М., 1977. — 21 с.
- Захаров А. В. Экспериментальные исследования ионного состава энергичной магнитосферной плазмы : Автореф. дис. … д-ра физ.-мат. наук. — М., 1995. — 45 с.
- Захаров А. В., Лихтер Я. И., Кузнецов С. Н. Пространственные вариации спектров КНЧ/ОНЧ излучений. — М.: Б. и., 1976. — 22 с. — (АН СССР. Институт земного магнетизма, ионосферы и распространения радиоволн. Препринт ; № 9 (152)). — 125 экз.
- Марс-96 : Экспедиция автомат. косм. аппарата к Марсу : (Крат. описание) / Под ред. А. В. Захарова. — М.: ИКИ РАН, 1996. — 55 с. — 125 экз.